# Міжнародна реакція на російсько-українську війну (з 2014)

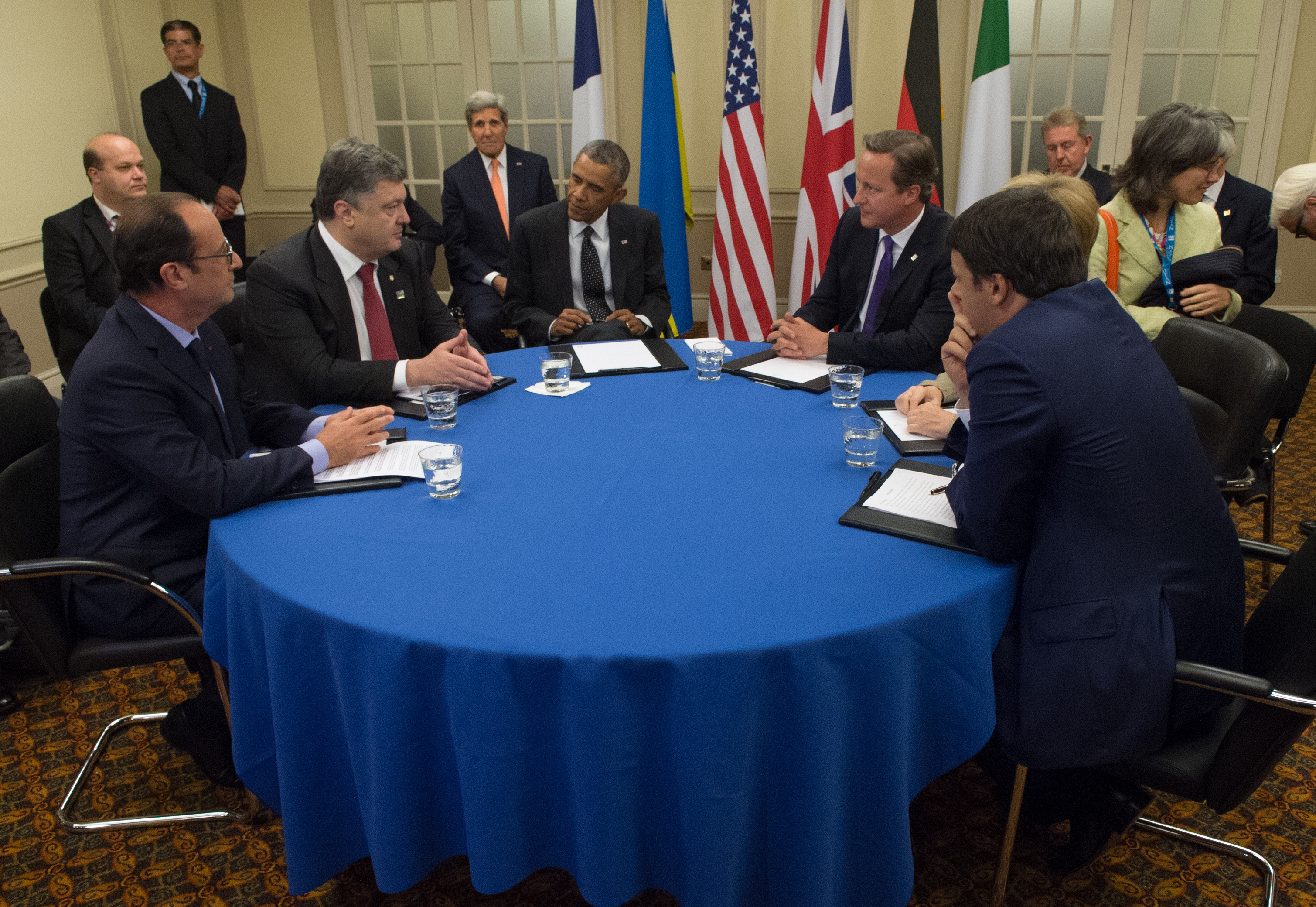
Зустріч очільників країн НАТО та України на Уельському саміті НАТО, Ньюпорт, 2014

Міжнародна реакція на російсько-українську війну з 2014 року — політичні та правові оцінки і рішення міжнародних організацій та політичних інститутів окремих країн стосовно збройної агресії Росії проти України, а також відповідні заходи міжнародної спільноти, викликані агресією Росії проти України.

## Контекст

### Збройна агресія у міжнародному праві
Агресія загалом та збройна агресія зокрема — поняття, чітко визначені міжнародним правом, що розглядається як протиправне, пряме чи опосередковане застосування збройної сили однією державою проти суверенітету, територіальної цілісності чи політичної незалежності іншої держави.

### Збройна агресія Росії проти України з 2014 року
Збройна агресія Росії проти України відбулась в умовах вакууму влади в Україні, який виник через втечу президента України Віктора Януковича до Росії після тривалого протистояння народу України та владної верхівки України в ході Революції гідності.
Збройна агресія Росії проти України відбулась з порушенням Росією гарантій, наданих Україні, в тому числі Росією, у зв'язку з приєднанням України до Договору про нерозповсюдження ядерної зброї, відомих як Будапештський меморандум.
Збройна агресія Росії проти України також відбулась з порушенням ряду договорів між Росією та Україною про дружбу та партнерство.

### Звернення України щодо визнання РФ державою-агресором
У січні 2015 році Україна офіційно визнала Росію державою-агресором постановою Верховної Ради «Про Звернення Верховної Ради України до Організації Об'єднаних Націй, Європейського Парламенту, Парламентської Асамблеї Ради Європи, Парламентської Асамблеї НАТО, Парламентської Асамблеї ОБСЄ, Парламентської Асамблеї ГУАМ, парламентів держав світу про визнання Російської Федерації державою-агресором».

## Міжнародні організації

### Рада безпеки ООН
Щодо подій на сході України скликалась низка засідань Ради безпеки ООН:
1. 13 квітня 2014 року[2].
2. 22 серпня 2014 року відбулося екстрене засідання РадБезу ООН щодо загострення ситуації в Україні[3][4][5].
3. 28 серпня 2014 року відбулося екстрене засідання РадБезу ООН, у зв'язку із масовим заходом, 24 серпня 2014 року російських військових на територію України. Екстрене засідання було скликане на прохання України та Литви[6].
4. 12 листопада 2014 року (щодо загострення подій і активізації бойових дій на Донбасі та засудження псевдовиборів на підконтрольних бойовикам територіях 2 листопада 2014 року.[7][8][9] 25 листопада 2014 року, під час телефонної розмови з Президентом України Порошенком П., Генеральний секретар ООН Пан Ґі Мун заявив, що сьогодні весь світ на боці України[10][11][12].

### Генеральна Асамблея ООН
Генеральна Асамблея ООН, де юридично не зобов'язуючі резолюції приймаються більшістю голосів усіх держав, 27 березня 2014 року прийняла резолюцію «Територіальна цілісність України», яка стала основою всіх подальших міжнародно-правових документів з цих питань.
Резолюція Генеральної асамблеї ООН A/RES/68/262 від 27 березня 2014 року «Про підтримку територіальної цілісності України» підтверджує окупацію Росією території Криму Резолюція Генеральної асамблеї ООН від 15 листопада 2016 року «Ситуація з правами людини в Автономній Республіці Крим і місті Севастополь (Україна)» підтверджує окупацію Росією території Криму і порушення Росією прав людей на території Криму..
27 березня 2014 року Генеральна Асамблея ООН підтримала територіальну цілісність України, визнавши Крим і Севастополь її невід'ємними частинами. За відповідну резолюцію проголосували 100 країн-членів ООН зі 194. Проти проголосували 11 країн, 58 країн утрималися, решта не брала участі в голосуванні.
Генасамблея також неодноразово висловлювалася про стан з правами людини в окупованому Криму (2016, 2017, 2018, 2019, 2020) та про мілітаризацію регіону (2018, 2019 рр.).
24 лютого 2025 року Генеральна Асамблея ООН підтримала український проєкт резолюції у день третьої річниці повномасштабного вторгнення РФ, у якому засуджується російська агресія. Проєкт резолюції, в якій ООН підтверджує суверенітет і територіальну цілісність України, закликаючи до всеосяжного, справедливого та тривалого миру, підтримали 93 країни, проти проголосували — 18, утрималися — 65. Зокрема, підтримали текст такі країни як Франція, Нідерланди, Польща, Німеччина, Словаччина, Сербія та Туреччина, проти українського варіанту проголосували — США, Ізраїль, Білорусь та Росія, Китай — утримався. 

### ОБСЄ
17 квітня 2014 року в Женеві за участю вищих дипломатичних представників України, ЄС, США та РФ відбулися Чотиристоронні переговори щодо деескалації збройного конфлікту між Російською федерацією та Україною.
Позиція української сторони вимагала від Росії виконання 5 основних вимог:
1. Припинити підтримку терористів у східних регіонах України;
2. Відкликати своїх диверсантів звідти;
3. Відкликати своїх спецпризначенців;
4. Скасувати рішення Держдуми про дозвіл на використання військ на території України;
5. Повернути анексований Крим.

За підсумками шестигодинної зустрічі, сторонами узгоджено ряд дипломатичних домовленостей. Російську Федерацію зобов'язано роззброїти свої незаконні озброєні формування та повернути незаконно захоплене майно законним власникам. В свою чергу українська сторона гарантувала амністію учасникам протестів, за винятком тих, кого буде визнано винним у скоєнні тяжких злочинів; та зобов'язалася забезпечити всеохопний, прозорий і відповідальний конституційний процес в країні. Учасники зустрічі рішуче засудили та відкинули всі прояви екстремізму, расизму та релігійної нетерпимості, в тому числі прояви антисемітизму та зобов'язали сторони конфлікту утриматися від будь-яких форм насильства, залякування або провокаційних дій. Питання щодо повернення Автономної Республіки Крим Україні та відведення російських військ на східному українському кордоні не були вирішені.
З метою відстеження імплементації вищезазначених кроків, учасниками переговорів ініційовано створення Спеціальної моніторингової місії ОБСЄ у складі міжнародних спостерігачів з 57-ми країн, у тому числі і представників Російської Федерації.

### НАТО
15 квітня 2014 р. перед початком засідання Ради ЄС на рівні міністрів оборони 28-ми країн-членів ЄС у Люксембурзі Генеральний секретар НАТО Андерс Фог Расмуссен звинуватив Росію у причетності до сепаратистських заворушень на сході України. За повідомленням УНІАН він зокрема заявив, що

| Поведінка Росії та події на місцях говорять самі за себе. Ми принципово не коментуємо дані розвідки, але я вважаю, що є очевидним, що Росія бере активну участь у цьому. |
| — Генеральний секретар НАТО Андерс Фог Расмуссен, 15 квітня 2014. |

30 червня 2014 року головнокомандувач ОЗС НАТО в Європі Філіп Брідлав визнав, що Росія не лише фінансово і матеріально підтримує сепаратистів, але й використовує проти України вбивць-найманців у той час, коли регулярні російські збройні сили полегшують рух бойовиків, обладнання та фінансів через кордон України:.

| Російські іррегулярні сили дуже активні у східній Україні. Підтримувані Росією сили активні в східній Україні. І російське фінансування дуже активне на сході України. |
| |

У серпні 2014 року Генеральний секретар НАТО Андерс Фог Расмуссен у своїй заяві оцінив роль Росії на українському Донбасі як агресора та кваліфікував вторгнення Збройних сил Російської Федерації через східний російсько-український державний кордон як «серйозну ескалацію збройної агресії Росії проти України». Генсек НАТО Андерс Фог Расмуссен засудив вторгнення російського «гуманітарного конвою»:

| Ці події виглядають більш тривожним, оскільки вони збігаються з масштабною ескалацією російської військової залученості в Східній Україні з середини серпня 2014 року, в тому числі з використанням російських військ. [..] Крім того, Росія здійснює артилерійські атаки — як з прикордонної території, так і з території України — в даний час використовується проти українських збройних сил |
| — Генеральний секретар НАТО Андерс Фог Расмуссен, серпень 2014. |

Генсек НАТО звернув увагу на наявність у бойовиків великої кількості сучасної зброї, «включаючи танки, бронетранспортери і артилерію в сепаратистських груп у Східній Україні».
15 серпня 2014 року Генсек НАТО заявив, що минулої ночі НАТО спостерігало порушення українського кордону військової автоколоною. «Це підтверджує той факт, що ми бачимо постійний приплив зброї та бійців з Росії на Схід України», — заявив Расмуссен. Генсек НАТО також відзначив, що вторгнення бронетехніки недвозначно демонструє, що Росія продовжує дестабілізувати Східну Україну.

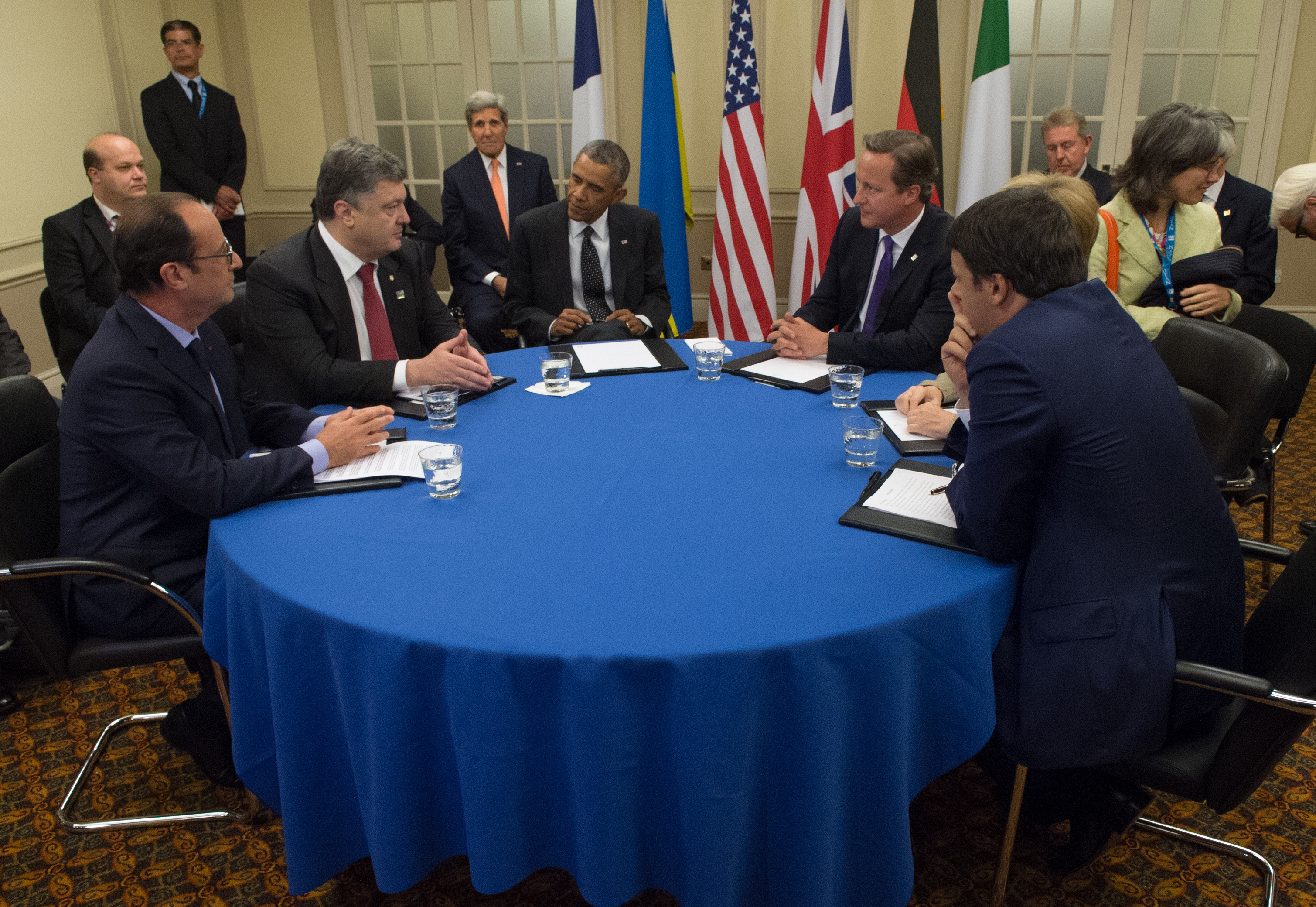
Зустріч очільників країн НАТО та України. Ньюпорт, 4 вересня 2014.

Трагедія поблизу Іловайська тимчасово паралізувала Антитерористичну операцію в Україні, значно ускладнила і без того не прості українсько-російські відносини та спричинила прийняття країнами Північної Америки і Європи колективних захисних мір проти Росії. З 4 по 5 вересня 2014 року у Ньюпорті Південного Уельсу Великої Британії в ході 26-ї зустрічі глав держав та голів урядів країн-учасниць Північноатлантичного альянсу (НАТО), окрім представників Російської Федерації, було ухвалено рішення про створення Сил швидкого реагування на територіях Болгарії, Естонії, Латвії, Литви, Польщі і Румунії та головної бази і командного центру сил у Великій Британії. Система має за мету підвищити бойову готовність країн Європи у випадку порушення суверенітету та територіальної цілісності країн-учасниць Північноатлантичного Альянсу Російською Федерацією
В листопаді 2016 р. на Парламентській Асамблеї НАТО українському питанню присвятили доповідь, яку виголосив британський парламентарій Лорд Джоплінг. За його словами, Росія продовжує ігнорувати мінські домовленості і не збирається виводити свої війська. Як приклад продемонстрували відео з оглядом російської зброї, яке виявили на Донбасі.

### Європейський союз
Верховний представник Європейського Союзу із закордонних справ і політики безпеки Кетрін Ештон 13 квітня 2014 р. висловила серйозну стурбованість останніми подіями на сході Україні. Ештон наполегливо порадила Росії «відвести свої війська від кордону України і припинити будь-які подальші дії, спрямовані на дестабілізацію країни». Вона також зазначила, що ЄС високо оцінює зусилля українські влади у проведення своїх операцій щодо забезпечення правопорядку зваженим чином.
У серпні 2014 року лідери ЄС попередили, що Росія зазнає більш жорстких економічних санкцій, ніж раніше вводив ЄС, якщо вона не зможе вивести війська з України. 28 лідерів країн-членів ЄС також опублікували заяву, в якій закликали Росію «негайно вивести всі свої військові активи та сили з України». Пізніше вони засудили дії Росії на саміті в Брюсселі та оголосили новий раунд санкцій.
17 вересня 2014 року Комітет міністрів Ради Європи ухвалив рішення, «головним сигналом якого став наполегливий заклик до Російської Федерації вивести всі свої війська з території України, включаючи незаконно окуповану територію Автономної Республіки Крим, та утриматись від будь-якої подальшої військової інтервенції в Україну». У МЗС України назвали «безпрецедентним» визнання на офіційному рівні того, що в Україні присутні російські війська. «Безпрецедентним є офіційне визнання у рішенні факту наявності російських збройних сил на території України, що Росія досі продовжує заперечувати», — наголосили в МЗС.

### Парламентська асамблея Ради Європи
2 жовтня 2014 року, Парламентська асамблея Ради Європи ухвалила резолюцію, в якій визнала, що Росія надіслала в Україну регулярні війська.
Резолюція від 27 січня 2015 року «Про гуманітарну ситуацію в Україні та біженців» підтверджує агресію Росії на Донбасі і всебічну підтримку Росією бойовиків на території Донбасу, засуджує окупацію Росією території Криму.
Резолюції ПАРЄ від 9 та 10 квітня 2015 року «Про засудження окупації Росією території Криму та санкції проти Росії».
Резолюція ПАРЄ від 25 червня 2015 року «Про зниклі особи під час конфлікту в Україні» визнає російську агресію в Україні, та повторно підтверджує окупацію Росією Криму.
У червні 2015 року Парламентська Асамблея Ради Європи ухвалила резолюцію щодо осіб, зниклих безвісти в Криму та під час українсько-російського протистояння, в якій визнала Росію агресором і окупантом.

#### Резолюція ПАРЄ від 12 жовтня 2016
Резолюція ПАРЄ затверджена переважною більшістю — 87 проти 11 голосів — поклала на Росію повну відповідальність за дотримання або порушення прав людини як в Криму, так і на Донбасі, а також містить декілька інших критично важливих для України пунктів, які раніше не затверджувалися на рівні міжнародних організацій.
- По-перше, Парламентська Асамблея глибоко стурбована ситуацією в сфері прав людини в Криму і в самопроголошених «республіках» Донецька та Луганська («ДНР» і «ЛНР»).
- По-друге, Парламентська Асамблея підтверджує, що анексія Криму Російською Федерацією та військове вторгнення російських збройних сил на сході України порушують міжнародне право та принципи, підтримані Радою Європи.
- По-третє, «ДНР» та «ЛНР», створені, підтримувані та ефективно контрольовані Російською Федерацію, не є легітимними відповідно до українського чи міжнародного права. Підкреслюється, що «це стосується всіх їхніх „органів влади“, включаючи „суди“, встановлені владою де-факто».
- По-четверте, відповідно до міжнародного права, Росія, яка де-факто здійснює контроль над цими територіями, несе відповідальність за захист їхнього населення і «повинна гарантувати дотримання прав людини всім жителям Криму та „ДНР“ і „ЛНР“».
- По-п'яте, констатовано, що стосовно Криму російська військова присутність та ефективний контроль були офіційно визнані російською владою. Стосовно «ДНР» та «ЛНР» ефективний контроль підтверджується добре задокументованою роллю російських військових у взятті під контроль та контролі цих регіонів, попри рішучий опір законної влади України, та повною залежністю «ДНР» і «ЛНР» від матеріально-технічної, фінансової та адміністративної підтримки Росії. ПАРЄ вважає, що «І в Криму, і в зоні конфлікту на Донбасі мали місце і досі мають місце серйозні порушення прав людини, про що свідчать численні доповіді… Ці порушення включають позасудові страти, насильницькі зникнення, тортури та нелюдське і принижуюче гідність поводження, незаконні затримання та надмірні обмеження свободи слова і інформації. Жертви порушень прав людини не мають ефективних національних засобів правового захисту, є свідчення порушень Конвенції щодо неприпустимості расової дискримінації щодо кримських татар в Криму. Сукупний ефект цих репресивних заходів є загрозою для самого існування татарської громади як окремої етнічної, культурної та релігійної групи.»
- По-шосте, жителі зони конфлікту на Донбасі, по обидва боки від лінії зіткнення, щодня страждають від численних порушень режиму припинення вогню, узгодженого в Мінську. Ці порушення щодня документуються Спеціальною моніторинговою місією ОБСЄ в Україні, попри обмеження доступу, запроваджене більшою мірою владою де-факто «ДНР» та «ЛНР». Жителі також страждають від переважаючої атмосфери безкарності і загального беззаконня через відсутність законних, діючих державних органів, доступу до правосуддя. Вони також зазнають серйозних соціальних труднощів, які ускладнилися внаслідок посилення обмежувальних заходів, введених українською владою щодо виплат пенсій та соціальної допомоги. Гуманітарна ситуація для окремих в'язнів, терміни ув'язнення яких розпочалися до початку конфлікту (а це більше 5000 осіб в одній лише «ЛНР») є неприйнятною: рішення про їх дострокове звільнення ігноруються, цих осіб залучають до примусової праці, а також застосовують до них різні форми нелюдського поводження. Особи, переміщені з «ДНР» та «ЛНР», стикаються з експропріацією майна, яке вони залишили, внаслідок незаконних вимог з перереєстрації, введених владою де-факто.
- По-сьоме, що стосується виборів, передбачених Мінськими угодами, Асамблея вважає, що доти, доки поточна ситуація в «ДНР» та «ЛНР», яка характеризується атмосферою небезпеки, залякування і безкарності та відсутності свободи слова та інформації, залишатиметься незмінною, проведення вільних та справедливих виборів в цих регіонах не є можливим.
- По-восьме, Асамблея вітає дії Спільної групи з розслідування (СГР) та її попередній звіт від 28 вересня 2016 року щодо кримінального розслідування щодо збитого рейсу MH17 на Донбасі. Асамблея бере до уваги висновки СГР щодо того, що MH17 був збитий з території, яка контролювалася проросійськими сепаратистами ракетною системою «Бук», яка була доставлена з РФ та повернута до РФ після запуску ракети. Асамблея закликає всі сторони долучитися до кримінального розслідуванні, щоби привести винних до відповідальності.

- В Резолюції Асамблея закликає Україну і Росію до відповідних дій на підконтрольних їм територіях щодо дотримання прав людини. ПАРЄ закликає міжнародну спільноту продовжувати приділяти увагу ситуації, пов'язаній з дотриманням прав людини і гуманітарним станом осіб, які проживають на територіях України, не підконтрольних українській владі, і утримуватися від висунення вимог до України, виконання яких буде зміцнювати незаконний статус-кво. Асамблея вирішила продовжувати спостереження за ситуацією в сфері прав людини в зоні конфлікту на Донбасі та в Криму в першочерговому порядку.

### Парламентська Асамблея ОБСЄ
1 липня 2014 року на 23-й сесії Парламентська асамблея Організації з безпеки і співробітництва в Європі більшістю голосів ухвалила резолюцію, яка має назву «Очевидне, грубе і невиправлене порушення Гельсінських принципів Російською Федерацією». В резолюції серед іншого зазначається, що «…починаючи з лютого 2014 року, Російська Федерація в рамках своїх відносин з Україною порушила всі десять гельсінських принципів…» і що Росія «продовжує порушувати свої міжнародні зобов'язання з наміром висунути такі ж незаконні домагання на східну частину України, як вона вже чинила раніше і загрожує і надалі чинити стосовно інших держав-учасниць». Тому Парламентська асамблея ОБСЄ вважає:

| військову агресію і різні форми примусу, які спрямовані на утиск властивих суверенітету України прав на догоду власним інтересам Російської Федерації, неспровокованими і заснованими на абсолютно безпідставних припущеннях і приводах; заявляє про тверду підтримку суверенітету, політичної незалежності, єдності й територіальної цілісності України, як це визначено Конституцією країни і в її міжнародно-визнаних кордонах. |
| |

Окрім того у зазначеній резолюції міститься заклик до держав-членів ОБСЄ «відмовлятися від визнання насильницької анексії Криму Російською Федерацією» та висловлюється «жаль з приводу збройного втручання, здійснюваного контрольованими Російською Федерацією силами в Україні…».
У липні 2015 року Парламентська Асамблея ОБСЄ ухвалила резолюцію «Продовження очевидних, грубих і невиправлених порушень Російською Федерацією міжнародних норм і принципів ОБСЄ», в якій визнала військову агресію Росії проти України.

## Окремі країни

### США
Майкл Макфол, екс-посол США в Росії та радник 44-го Президента США Барака Обами:

| Я не бачу виходу з цієї кризи на багато років вперед. Ми застрягнемо в цьому положенні на довгі роки. Путін зображує це як поле боротьби зі злом, з нацистами, з НАТО. З дияволом переговорів не ведуть. Думаю, риторика, яку він використовує, не дозволяє Росії і йому відступити. |
| |

3 вересня 2014 року Барак Обама порівняв російську агресію з нацизмом.

### Велика Британія
За повідомленням інформаційного агентства Інтерфакс-Україна міністр закордонних справ Великої Британії Вільям Хейг заявив 14 квітня, що за подіями на сході України стоїть Росія, яка хоче дестабілізувати країну і зірвати президентські вибори. Зокрема він зазначив:

| Не може бути жодних сумнівів, що це було заплановано Росією: сили, які в цьому беруть участь, добре озброєні, добре підготовлені, добре екіпіровані та скоординовані, поводяться так само, як і російські військові поводилися в Криму. |
| |

### Німеччина
Ангела Меркель виявила неочікувану для Росії твердість і непохитність щодо російської збройної агресії проти України. Ця непохитність виявилась для Росії тим більше неочікуваною, оскільки Росія послідовно намагалася перетворити Німеччину на центр свого впливу в Західній Європі, надаючи преференції німецькому бізнесу та залучаючи до власних проектів німецьких політиків. Попри все Німеччина взяла на себе ініціативу очільника зусиль країн Західної Європи на припинення російської агресії. Результатом цієї ініціативи стало здійснення єдиної політики ЄС в частині дипломатичного та економічного тиску на Москву та подолання опору ряду країн ЄС, орієнтованих на Росію.

### Франція
24 лютого 2022 року Франція засудила агресію Росії проти України. Президент Франції Емманюель Макрон у своїй промові підкреслив відповідальність президента Росії В. Путіна за розв'язання загарбницької війни. Посол Франції в ООН Ніколя де Рів'єр з осудом заявив, що Росія обрала війну. Уряд Франції охарактеризував російську агресію також, як війну. Міністр закордонних справ Франції Жан-Ів ле Дріан 25 лютого 2022 року заявив, що війна є тотальною. 1 березня 2022 року, прем'єр-міністр Жан Кастекс у своїй промові перед парламентом засудив акт війни Росії проти України й підкреслив «хоробрість українського народу». Президент Франції Е. Макрон у своїй промові 24 лютого визнав мужність президента України В. Зеленського, а потім у своєму виступі 2 березня привітав опір українського народу.
7 березня 2022 року, президент Франції засудив цинізм керівництва РФ. Міністр закордонних справ Жан-Ів ле Дріан 17 березня 2022 року наголосив, що Росія лише вдає, що веде перемовини про припинення війни з Україною.
З перших днів війни Франція наполягала на введенні жорстких економічних і фінансових санкцій проти Росії. 1 березня міністр економіки Франції Брюно ле Мер навіть заявив, що ЄС і Франція ведуть «тотальну економічну та фінансову війну» проти Росії. Заступник голови Ради безпеки Росії, екс-президент та колишній прем`єр-міністр країни Дмитро Медведєв відповів на заяву міністра економіки і фінансів Франції Брюно ле Мера, аби той «слідкував за своїми словами» й не забував, що економічні війни в історії людства часто переростали у справжні.
При цьому французьке керівництво продовжує діалог з Росією. 25 березня 2022 року Е. Макрон оголосив про підготовку гуманітарної операції в Маріуполі, яку пропонувалося провести силами ВМС Франції, Туреччини та Греції. 27 березня  2022 року президент Франції дистанціювався від слів Джо Байдена, який назвав В. Путіна «м'ясником». Того ж дня Жан-Ів ле Дріан закликав продовжити діалог з В. Путіним.
9 листопада 2022 року, президент Франції Емманюель Макрон, у промові на військово-морській базі в Тулоні оприлюднив «Національний стратегічний огляд» Франції. В документі було сказано, що «НАТО сьогодні залишається фундаментом і основою колективної безпеки Європи. Для більшості європейських партнерів це стало ще більш очевидним з огляду на повернення на континент війни і тривалого протистояння з Росією». В огляді також було проголошено, що

| Через війну в Україні Сполучені Штати знову постали головним чинником європейської безпеки з огляду на масштаби зусиль спрямованих на запевнення, а також військової допомоги Україні |
| |

Вже 30 листопада 2022 року, Франція спільно з європейськими та українськими партнерами розпочала роботу зі створення спеціального трибуналу щодо злочину агресії Росії проти України, — про це повідомила пресслужба Міністерства закордонних справ Франції. В повідомленні було зазначено:

| Для Франції боротьба з безкарністю за злочини, скоєні в Україні під час російської агресії, є пріоритетом. Ми повністю підтримуємо судову систему України та Міжнародний кримінальний суд, які мають юрисдикцію проводити неупереджені, незалежні розслідування, щоб притягнути до відповідальності осіб, відповідальних за такі злочини |
| |

### Польща
Голова Ради міністрів Польщі Дональд Туск, коментуючи початок проведення антитерористичної операції на сході України, заявив що українська держава повинна діяти рішуче, аби показати, що не сприймає розповсюдження терористичних дій на своїй території. Зокрема, він зазначив::

| Путін зупиниться там, де дозволить Україна. Тому Київ має взяти справи у свої руки і сам вирішувати, коли почне боротися за територіальну цілісність країни і які засоби він використовуватиме. |
| |

### Латвія
25 листопада 2014 року, Міністр закордонних справ Латвії Едгар Рінкевичс визнав факт наявності війни між Україною і Російською Федерацією «Вторгнення Росії в Україну має бути розглянуто Радою безпеки ООН як акт агресії, ООН має відреагувати відповідно, це війна», — зазначив міністр. Раніше, МЗС Литви також засуджує вторгнення РФ в Україні і закликає Росію вивести свої військові сили і озброєння зі сходу України.

### Литва
Литва є однією з країн, які найбільш жорстко засудили російську агресію проти України та надають Україні всебічну підтримку, в тому числі — і зброєю. Керівництво Литви неодноразово засвідчило готовність надання Україні всебічної підтримки і надалі.
28 січня 2015 року, колишній голова литовського Сейму Вітаутас Ландсберґіс у своєму інтерв'ю литовському виданню Delfi виказав невдоволення бездіяльністю Заходу щодо ескалації насильства в Східній Україні, а саме боягузтвом Заходу перед Росією. Політик зазначив:

| Лицемірство. Може вийти мільйон і сказати: «Я Шарлі». А де той мільйон, який вийде і скаже: «Я дитячий садок Маріуполя»? Немає. Нехай розвалюють цей дитячий садок, тому що за цим стоїть дядько В. Путін, а ми вклоняємося йому. От і все. То велике лицемірство і слабкість духу. |
| |

### Естонія
21 квітня 2022 року, Естонія першою у світі офіційно визнала дії Росії в Україні геноцидом. Відповідне рішення прийняв парламент країни. "За" проголосували 86 депутатів естонського парламенту. Як було зазначено у заяві парламенту країни (Рійгікогу), в загарбницькій війні Росії проти України виявилися систематичні та масові військові злочини, вчинені російськими збройними силами проти українського народу. Ці злочини ідеологічно направлені політичним і військовим керівництвом Росії, а також державними органами пропаганди. В заяві парламенту також було зазначено, що

| Російська Федерація вчинила, зокрема, масові звірства проти мирного населення на тимчасово окупованих територіях, зокрема в містах Буча, Бородянка, Гостомель, Ірпінь та Маріуполь, а також у багатьох інших населених пунктах України. Це вбивства, викрадення, депортації, ув’язнення, осквернення трупів... Рійгікогу також закликає підтримати розслідування російських злочинів і переслідування винних, а з цією метою створити міжнародний суд у співпраці з державами. |
| |

24 вересня 2022 року, Естонія офіційно подала до Міжнародного суду (ICJ) заяву про втручання у позов у зв'язку з війною Росії проти України, зокрема, через недотримання Росією Конвенції про запобігання злочину геноциду та покарання за нього. Про це повідомила Естонська громадська телерадіомовна компанія. З цього приводу, Міністр закордонних справ Естонії Урмас Рейнсалу заявив, що

| Естонія разом з іншими учасниками Конвенції про запобігання злочину геноциду хотіла б втрутитися в суперечку між Україною та Росією, оскільки агресія Росії під приводом запобігання та покарання геноциду серйозно підірвала сенс такого жахливого злочину, як геноцид |
| |

### Італія
Поліція Італії викрила організацію, яка займалася вербуванням найманців для участі у бойових діях на території України на боці самопроголошених «ДНР» та «ЛНР». Під арештом перебувають — італієць Антоніо Катальдо, албанець Олсі Крутані і молдованин Володимир Вербицький. Видано ордери на арешт трьох бойовиків: Андреа Пальмері, Габріеля Каругаті і Массімільяно Каваллері. Серед підозрюваних: Ораціо Ньєрре — італійський активіст, симпатик Росії та засновник організації «Координація солідарності з Донбасом» та її співзасновник — Лука Пінтуаді. Також у матеріалах справи згадується дочка глави російського центру «Росспівробітництво» в Італії — Ірина Осипова.

### Ватикан
9 січня 2023 року, Папа Римський Франциск заявив, що війна в Україні, де цивільна територія зазнає "безладного знищення", є «злочином проти Бога та людства», - про це повідомило агентство Reuters. Франциск зробив свої зауваження у своїй щорічній промові перед дипломатами, акредитованими у найменшій у світі незалежній державі Ватикан, з оглядом ситуації у світі, який став неофіційно відомий як його звернення «про стан світу». Франциск говорив про «війну в Україні, з її слідами смерті та руйнування, з її нападами на цивільну інфраструктуру, які спричиняють загибель не лише від обстрілів та актів насильства, але також від голоду та холоду». Він процитував конституцію Ватикану, сказавши, що

| будь-який акт війни, спрямований на невибіркове знищення цілих міст або величезних територій з їхніми мешканцями, є злочином проти Бога та людства, який заслуговує твердого та однозначного засудження |
| |

### Іран
19 січня 2023 року, міністр закордонних справ Ірану Хоссейн Амірабдоллахян в інтерв'ю турецькому громадському міжнародному каналу новин TRT World заявив, що Іран не визнає російську анексію Криму та ще чотирьох областей України. "Ми виступаємо проти війни і переселення людей в Україні. З іншого боку, ми визнаємо суверенітет і територіальну цілісність країн у рамках міжнародного права, і з цієї причини, попри прекрасні відносини між Тегераном і Москвою, ми не визнаємо відокремлення Криму від України", - сказав іранський дипломат. Також він зазначив:

| Ми не визнавали відокремлення Луганської і Донецької областей від України, тому що ми наполягаємо на нашому постійному принципі у міжнародній політиці. Коли ми говоримо, що війна не є рішенням в Україні, ми маємо це на увазі, і ми віримо, що це фундаментальна політика, і ми покладаємось на це. |
| |